# Timbalada
Timbalada est un groupe musical afro-brésilien, originaire du quartier de Candeal, à Salvador de Bahia. 

## Histoire
Formé en 1991 par le percussionniste Carlinhos Brown, le groupe est très connu au Brésil et dans plusieurs pays lusophones ; il joue régulièrement à guichets fermés un peu partout au Brésil.
Le groupe acquiert sa notoriété en participant activement au carnaval chaque année dans les rues de Salvador de Bahia. Il s'investit également dans des actions sociales en travaillant avec des enfants dans le besoin, en les intégrant socialement au travers d'un programme d'enseignement et de cours de percussions.
Ils se sont produits au Festival de jazz de Montreux et au Holland Festival, ainsi que lors de tournées en Europe et au Japon. Leur album, Mineral, sorti en 1996, remporte un Prêmio Sharp

## Style musical
Le style musical du groupe est un mélange de samba-reggae et de axé, avec de fortes influences de musique africaine. Musicalement, Timbalada a apporté deux innovations dans l'instrumentation de la musique afro-brésilienne : le renouveau du timbale (une percussion à main haute et aigüe apparentée au djembé) et le développement de râteliers de trois surdos (percussions graves) pouvant être joués par un seul musicien. Le timbale, qui avait quasiment disparu avant sa réutilisation massive par Timbalada, s'est depuis largement répandu et a conquis d'autre sous-genres de la musique afro-brésilienne, dont l'axé et le samba-reggae. Le râtelier de surdos, aussi appelé bateria-de-surdo (batterie de surdos) est maintenant couramment utilisé par les groupes jouant sur scène lorsqu'ils ne défilent pas. Ce type de montage ne permettant pas de proposer plus de trois surdos à la portée des bras du musicien, les arrangements de surdos traditionnellement basés en samba reggae sur quatre sonorités sont souvent réécrits pour seulement trois surdos.

## Discographie

### Albums studio
- 1993 : Timbalada
- 1994 : Cada Cabeça É Um Mundo
- 1995 : Andei Road
- 1995 : Dance
- 1996 : Mineral
- 1997 : Mãe de Samba
- 1998 : Vamos dar a volta no Guetho (Ao Vivo)
- 1999 : Pense Minha Cor
- 2001 : Timbalismo
- 2002 : Motumbá Bless
- 2003 : Serviço de Animação Popular
- 2006 : Alegria Original
- 2008 : Timbalada Ao Vivo
- 2017 : Timbalada Séc XXI

### Apparition dans des films
- Pulse: A STOMP Odyssey (2002)